# Disa caulescens
Disa caulescens är en orkidéart som beskrevs av John Lindley. Disa caulescens ingår i släktet Disa och familjen orkidéer. Inga underarter finns listade i Catalogue of Life.